# Every Little Thing concert tour 2008 "Door"
『Every Little Thing concert tour 2008 "Door"』（エヴリ・リトル・シング コンサートツアー 2008 ドアー）は、Every Little Thingのライブビデオ。

## 概要
- 2008年4月12日から6月15日にかけて催された全国ツアーで、このDVDは最終日の6月15日に行われた東京国際フォーラムホールAでのライブを収めたものである。
- DVD2枚組作品。1枚目はライブ、2枚目はオフショットが収録されている。

## 収録曲

### DISC1
1. GATE #8
2. まさかのTelepathy
3. キラメキアワー
4. ハイファイ メッセージ[2]
5. うらうらら
6. サクラビト
7. country road (Acoustic Version)
8. ソラアイ (Acoustic Version)
9. 愛の謳 (Acoustic Version)
10. Time goes by (Acoustic Version)
11. パリの娘
12. WONDER LAND
13. 恋文
14. B.L.V.D. (Instrumental)
15. NEROLI
16. jump
17. Free Walkin'
18. 恋をしている
Encore
19. 黄金の月
20. スイミー
21. Dear My Friend
22. gladiolus
23. オフェリア_act2
24. オフェリア_act1

### DISC2
- The Documentary of Concert Tour 2008 "Door"